# ۸۹۲ (قمری)
۸۹۲ (قمری)، هشتصد و نود و دومین سال در گاهشماری هجری قمری است. اول محرم این سال برابر با ششم ژانویه سال ۱۴۸۷ میلادی است.